# エドワード長兄王
エドワード長兄王（英語: Edward the Elder、870年代 - 924年7月17日）はアングロ・サクソン人の王（在位：899年 - 924年）である。彼はアルフレッド大王とエアルスウィス王妃の長男として生まれた。大王の死後、王位を継承する際に彼の従兄弟（アルフレッド大王の兄：エゼルレッド1世の子）エゼルウォルドと王位を巡って争い、彼を破った上で王位に就いた。
871年、父親のアルフレッドはウェセックス王に就任した。当時のウェセックス王国はデーン人ヴァイキングの攻勢の前に風前の灯火であったが、878年のエディントンの戦いでアルフレッド王率いるウェセックス軍はヴァイキングを撃破し、デーン人らによる征服を免れた。しかし彼らはそれ以前に征服していたノーサンブリア王国・イースト・アングリア王国の遺領とマーシア王国領東部を依然として領有し続け、アングロサクソン人の統治下にとどまったのはウェセックス王国とマーシア西部のみであった。そして880年代初期ごろ、西マーシア太守エゼルレッドがアルフレッド王の権威を認め、王の娘エセルフリーダと結婚した。そして886年頃、アルフレッド王はデーン人の統治下にない全てのアングロサクソン人を統べる王として、アングロ・サクソン人の王という新たな称号を創設した。そしてアルフレッド王の死後、899年にエドワード長兄王はこの新称号を継承した。
910年、マーシア・ウェセックス連合軍は北部から王国への侵攻を目論んだノーサンブリア軍をテッテンホールの戦いで撃破し、北部からのヴァイキングの脅威をなくすことに成功した。それから10年間の間に、エドワード王は、彼の姉でマーシア太守の下に嫁いだエセルフリーダ（911年に太守が亡くなったのち、マーシア太守の座を自ら継承していた。）の協力の下で、イングランド南部に残るヴァイキング領を征服した。しかしその後、エドワード王はエセルフリーダをウェセックスに召喚しマーシアの直接統治を開始した。そして910年代末にはエドワード王はウェセックス・マーシア・イーストアングリアを支配下に組み込み、唯一ノーサンブリアだけがヴァイキングの手に残った。924年にはマーシア人・ウェールズ人がチェスターで反乱を起こし、エドワード王はそれを鎮圧し、その後すぐにファーンドンで亡くなった。王位は彼の長男であるアゼルスタンが継承し、次男三男がその後を継いだ。
エドワード王は後世の年代記編者達から高く評価されており、特にマームズベリのウィリアムはエドワード王の事を「彼は学識的な教養においては父王と比べて劣っていたが、父の治世とは比較にならないほど王国に繁栄をもたらした」と評している。エドワード王の治世は1990年代に至るまで特段評価されず、現代の歴史家ニコラス・ジョン・ハイマンはエドワード王を恐らく最も無視された王とも称している。エドワード王の治世を記す当時の一次資料がほとんど残っていないことが理由の一つである。しかし、彼の評価は20世紀末ごろに好転し、現在ではイングランド南部のデーン人勢力を駆逐し南部を中心とするイングランド人の王国の基礎を築き上げた偉大な王として再評価されている。

## 背景
イングランドでは8世紀ごろにマーシア王国が覇を唱え、アングロサクソン七王国の中心的な王国として存在していた。しかし、825年にウェセックス王国にエランダンの戦いで敗れ、かつての覇者であるマーシア王国は戦後、ウェセックス王国と同盟を締結した。この同盟関係はその後起きるヴァイキングの度重なる襲来に対する抵抗運動において重要な要素となる。865年、デーン人ヴァイキングが大挙してイングランドに押し寄せ、イーストアングリア王国に上陸。当地を拠点としてイングランドへの侵攻を開始した。イーストアングリアの民衆はヴァイキングに対する税の支払いを強制され、ヴァイキングはその後ノーサンブリア王国に侵攻した。867年には彼らはノーサンブリアに傀儡王を立て、南下してマーシアに進軍し、867年暮れから878年初頭にかけてマーシアで越冬した。対するマーシア王バーグレッドは、ウェセックス王エゼルレッドとその弟で後のウェセックス王となるアルフレッドらが率いるウェセックス軍と合流し、アングロサクソン側との協定締結を拒否したヴァイキングに対して共に攻撃を仕掛けた。しかし最終的に、バーグレッド王はデーンゲルド(退去税)をヴァイキングに支払うことで単独でヴァイキングと講和した。その後ヴァイキングはイーストアングリア王国を征服し、バーグレッド王をマーシアから駆逐した。そしてデーン人の支援を得たマーシア貴族チェオルウルフがマーシア王位に就任。彼が最後のマーシア王となった。877年にはデーン人たちによってマーシア王国領が分配され、マーシア東部はデーン人が、マーシア西部はチェオルウルフ王が領有することが取り決められた。878年初頭、ヴァイキングは遂にウェセックスに侵攻し、多くの西サクソン人は彼らに従属した。この頃ウェセックス王を継いでいたアルフレッドは王国西部の辺境地域であるサマセット地方・アセルニー島の拠点にへの退避を迫られるまでにおいこまれたが、同年5月にエディントンの戦いでヴァイキングの撃破に成功し、状況は好転した。エディントンでの戦勝により、アルフレッド王はウェセックス・西マーシアへのヴァイキングの侵攻をも防ぐことができた。しかしヴァイキングは依然としてノーサンブリア・イーストアングリア・マーシア東部を占領し続けていた。

## 幼少期

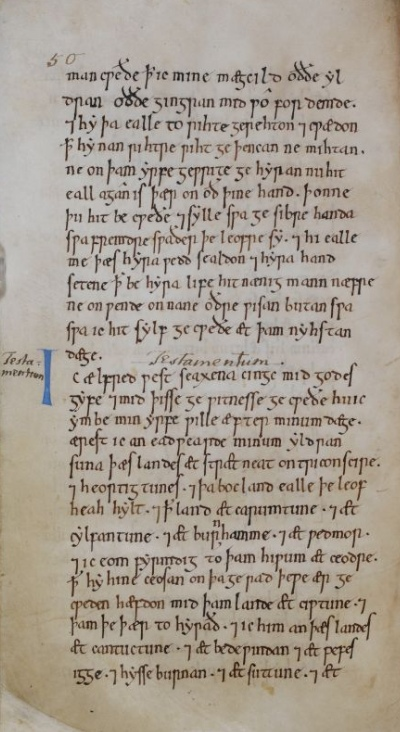
後世に再編されたアルフレッド大王の遺書。大王が息子エドワードに遺産の大部分を継承させるよう記している。

エドワードの両親は868年に結婚した。エドワードの母アルフスウィスの父はエゼルレッド・ムーセル(en:Æthelred Mucel)という名のガイニ地域のエアルドルマン（領主）であり、彼女の母エアドブルフはマーシア王族であったという。アルフレッド王とアルフスウィスの間には幼少期に早死した子を除いて5人の子供がいた。最年長者はエセルフリーダという名の娘であり、彼女は西マーシア太守エゼルレッドと結婚した。エセルフリーダは夫の死後、彼女自身でマーシアを統治した。エドワードは彼女の次に生まれ、その次には次女であるエゼルギフが誕生した。彼女はシャフツベリ修道院にて修道士になった。その次には三女の エルフスリスが誕生した。彼女はフランドル伯ボードゥアン2世に嫁いだ。その次に生まれたのが次男のエゼルワードである。彼は学問にいそしんだとされ、その一環でラテン語も学んでいたとされる。このように学術的な教育を受けた貴族の子弟はたいてい聖職者の道を進むことが多いが、彼はのちに息子を儲けている。以上のほかにも、幾人かの子供がいたとされるが、若年期に亡くなっている。「富の守護者」の意味を持つエドワードという名前はそれまでのウェセックス王族で用いられたことのない名前であったが、彼の名前の由来は母方の祖母エアドブルフにちなんだ名前であったのではないかと歴史家バーバラ・ヨークは説明する。エアドブルフはマーシア王族であり、マーシアとの関係強化を目指すウェセックス王国の政策を反映したものではないかというのが彼女の考えである。
歴史家たちはエドワード王の生年を870年代半ばと比定しており、彼の姉エゼルフリーダは両親の結婚の翌年に誕生したと考えられている。エドワードは妹のエルフスリスと幼少期を過ごしたが、このことからエドワードはエゼルフリーダよりもエルフスリスと年が近かったのではないかとヨークは主張している。そして893年にはエドワードは軍部隊を率いていたことが分かっており、また894年ごろには長子アゼルスタンが生まれていることから、この頃には結婚適齢期になっていたと考えられている。アッサー司教の著作『アルフレッド王の生涯』によれば、エドワードとエルフスリスは王宮でそれぞれ男性・女性の専属教師の指導を受け、聖職的な書物や詩編や古英語の文学といった世俗的文学を読んでいたという。そして彼らは優雅さや謙虚さといった宮廷の美徳に関する教育も受けていたといい、父王に従順で来訪者には親しみを持って接していたという。また、王子と王女が同じように育てられたことが知られている事例としては、エドワード王子とエルフスリス王女が唯一の事例であった。

## 王太子時代
アルフレッド王の息子であったエドワードは王太子として若年期を過ごした。エドワードは在位中の王の長男であったことから次期王位継承者として優位な立場に立っていたが、王位継承が既に確実視されていたわけではなかった。アルフレッドの兄エゼルレッドの息子たち、エドワードからすると従兄弟にあたる王族が二人存在したからである。エゼルレッド王が崩御した際、彼の息子たちはまだ幼すぎたために弟のアルフレッドが王位を継承していたのである。アッサーはかつてのアングロサクソン人王太子に対してしたのと同様に、若年のエドワードに施されていたカロリング時代の影響を受けた王太子としての訓練の様子について、多数の記録を残している。ヨークは若き頃のエドワードに関する記録が多く残されていることについて、アルフレッド王が彼の息子を最も王太子に適した王族であることを示しつけるために多くの描写が残されているのであると主張している。
エゼルレッド王の長男エゼルヘルムに関する記録は880年中ごろに記された『アルフレッド王の遺書』と呼ばれる文献にのみ記されており、おそらくその後10年の間になくなったのであろう。しかし次男のエゼルワルドは彼が名を記した勅許状において、エドワードよりも上部に名が記されており、恐らくエドワードよりも高位な立場の王族として見なされていたのであろう。エゼルワルドの母はウェセックス女王として勅許状に名を連ねていたのに対し、エドワードの母は王妃以上の立場に立つことは一度もなかったといい、この点でもエゼルワルドは次期王位継承候補者としてエドワードよりも有利な立場にいたとされる。しかし、アルフレッド王は自身の息子を優遇し、エゼルレッドの息子たちには一握りの領土を、そしてエドワードにはケントのブックランド ---(アングロサクソン法の下で制定された勅許によって付与された土地のこと)--- を含む彼の遺領の大半を授けるといった内容の遺書を残しており、これはエドワードに対し非常に有利に働いた。さらにアルフレッド王は、彼の義兄弟でマーシア地方のエアルドルマンであったエゼルウルフという名の貴族やその義理の息子エゼルレッドといった貴族たちを取り込み、エドワードの王位継承を支援するようことを進めた。エドワードは父の名の下で発布された複数の勅許状に名を連ね、父と共に王室遍歴にもしばしば参加した。898年に発布されたケント地方における王室勅許状には、エドワードはサクソン人の王(rex Saxonum)として名を連ねている。これはアルフレッド王の祖父エグバート王が「自身の息子エゼルウルフの王位継承権を強化するためにエゼルウルフをケント副王に就任させた」という政策方針を踏襲したものではないかと考えられている。
エドワードが成長したのち、アルフレッド王は息子に戦役における指揮を任せ、王国統治に関する経験を積ませることができた。893年と896年にはウェセックス軍は新手のヴァイキングを撃滅したという記録が残っているが、歴史家リチャード・アベルスによれば、この戦役における栄誉はアルフレッド王自身ではなくエドワード王子やエゼルレッドらに帰しているものだと主張している。893年にはファーナムの戦いでヴァイキングの軍勢を撃破したが、その勝利に続けて戦役を継続することができなかった。エドワードが率いていた民兵の軍役期間が終わり、王子は民兵らを止む無く解散させざるを得なかったからである。その後ロンドンからエゼルレッド率いる軍勢がエドワードの下に参陣したことでウェセックス側に優勢な状況は保持された。歴史家のヨークは、「アルフレッド王が賢人会議の参加者としてアルフレッド王の血筋が継承されることを望む者を選出したものの、エドワード自身の統治能力を示さなければ彼の王位継承が確実なものにはなっていなかったかもしれない。」という自説を展開している。
893年ごろにおそらくエドワードはエクグウィンと結婚し、2人の子供を授かった。1人は次期国王アゼルスタン。もう1人はヴァイキングのノーサンブリア王シトリック(en:Sitric Cáech)の王妃となる娘である。12世紀の年代記編者マームズベリーのウィリアムによれば、エクグウィンは「高貴な貴婦人」(illustris femina)であったといい、またエドワードはアゼルスタンを次期国王と見做していたという。またエクグウィンは10世紀のカンタベリー大司教でもある聖人ドゥンスタンと何らかの関係があるとされている。しかしウィリアムは、924年にアゼルスタンが王位を継ぐ際、彼の母であるエクグウィンの出自が宜しくないとして貴族に反発されたとも記録している。エクグウィンがエドワードの妾であったとする主張はサイモン・ケインズやリチャード・アデルといった現代の歴史家にも受け入れられている。しかし、ヨークやエセルスタンの伝記作者サラ・フットは、この疑惑は924年の エドワードの後継者争いの際の発生したものであると見るべきあり、890年代には問題ではなかったと主張し、異論を唱えている。エドワードはアルフレッドの死と前後して、おそらくウィルトシャーの太守（エアルドルマン）であるエセルヘルムの娘エルフラドと結婚したため、エクグウィンはおそらく899年までに死去していたであろうと考えられている。
現代の歴史家ジャネット・ネルソンは、890年代にアルフレッド王とエドワード王子との間に対立があったことを示唆している。彼女が指摘するのは、890年代に宮廷の後援のもとに作成された現代の『アングロ・サクソン年代記』には、エドワードの軍事的成功について触れられていないということだ。エドワード王子の軍事的手腕については、10世紀に当時の歴史家エゼルワルドが編纂したファーナムの戦いに関する記録からのみ伺うことができる。ネルソンの見解では、この年代記において、"エドワードの武勇と、若い戦士たちの支持を集めた彼の人気さが強調されている"という。アルフレッド王は治世の終盤に、孫のアゼルスタンの為の儀式を催したとされるが、歴史家たちはこの儀式をエドワードに対して最終的な王位継承者としての地位を与える儀式であったと認識している。ネルソンは、これはエドワードが自分の息子の即位を支援するために提案したことによる儀式である可能性があるものの、一方でアルフレッド王が息子と孫の間で王国を分割する計画の一環として意図した儀式である可能性も否定できないと論じている。アゼルスタンはエゼルフリード妃とエゼルレッド王子の手の元でマーシアで育てられることになったが、これがアルフレッドの考えなのかエドワードの考えなのかは定かではない。アルフレッドの妻アルスウィスは、夫の存命中はアングロ・サクソン年代記ではあまり言及されなかったが、息子の即位以降、年代記で言及されるようになった。これは、彼女が息子と対立するアルフレッド王に対して、アルフレッドではなく息子のエドワードを支持したからかもしれない。

## エゼルワルドの反乱
899年10月26日、アルフレッド王が崩御しエドワード王子が王位を継承した。しかし、エドワードの従兄弟エゼルワルドは彼の王位継承を認めず反発した。エゼルワルドは彼の父親エゼルレッド王が埋葬されているドーセット地方ウィンボーンとクライストチャーチを制圧した。対するエドワード王は付近の鉄器時代の要塞跡であるバットベリー・リングに軍を進めた。エゼルワルドはウィンボーンにて生死を決めると宣言したものの、その日の晩にウィンボーンを抜け出し、ノーサンブリアに向かった。エゼルワルドはノーサンブリアのデーン人たちに アングロサクソン人の王 として受け入れられたという。一方のエドワード王は900年6月8日にキングストン・アポン・テムズにて王に就任した。
901年、エゼルワルドは艦隊を率いてエセックスに向かい、その翌年にはイーストアングリア王国を治めるデーン人達を自陣に引き込み、北ウェセックス・マーシア地方に侵攻するよう説得した。エゼルワルドの説得に応じ、イーストアングリア王はデーン軍を率いて北ウェセックスやマーシアに侵攻して略奪を行ったのちに自国に撤退した。エドワードは反撃のためにイーストアングリア王国に侵攻し彼らと同様に略奪を行ったが、撤退する際にケント兵がエドワードの撤退の命令に従わなかったという。これによりエドワード軍はイーストアングリア軍に追いつかれ、両軍はホルムで対陣した。902年12月13日、両軍はホルムで熾烈に戦い、エドワード軍が勝利を収めた。しかし勝者敗者共に甚大な被害を被り、エゼルワルド自身やイーストアングリア王エオリック、ケント太守でかつエドワードの第3王妃エドギフの父親のシゲヘルム(Sigehelm)が戦死したという。エゼルワルドが戦死したことを受けて、彼の反乱は終結した。

## アングロサクソン人の王

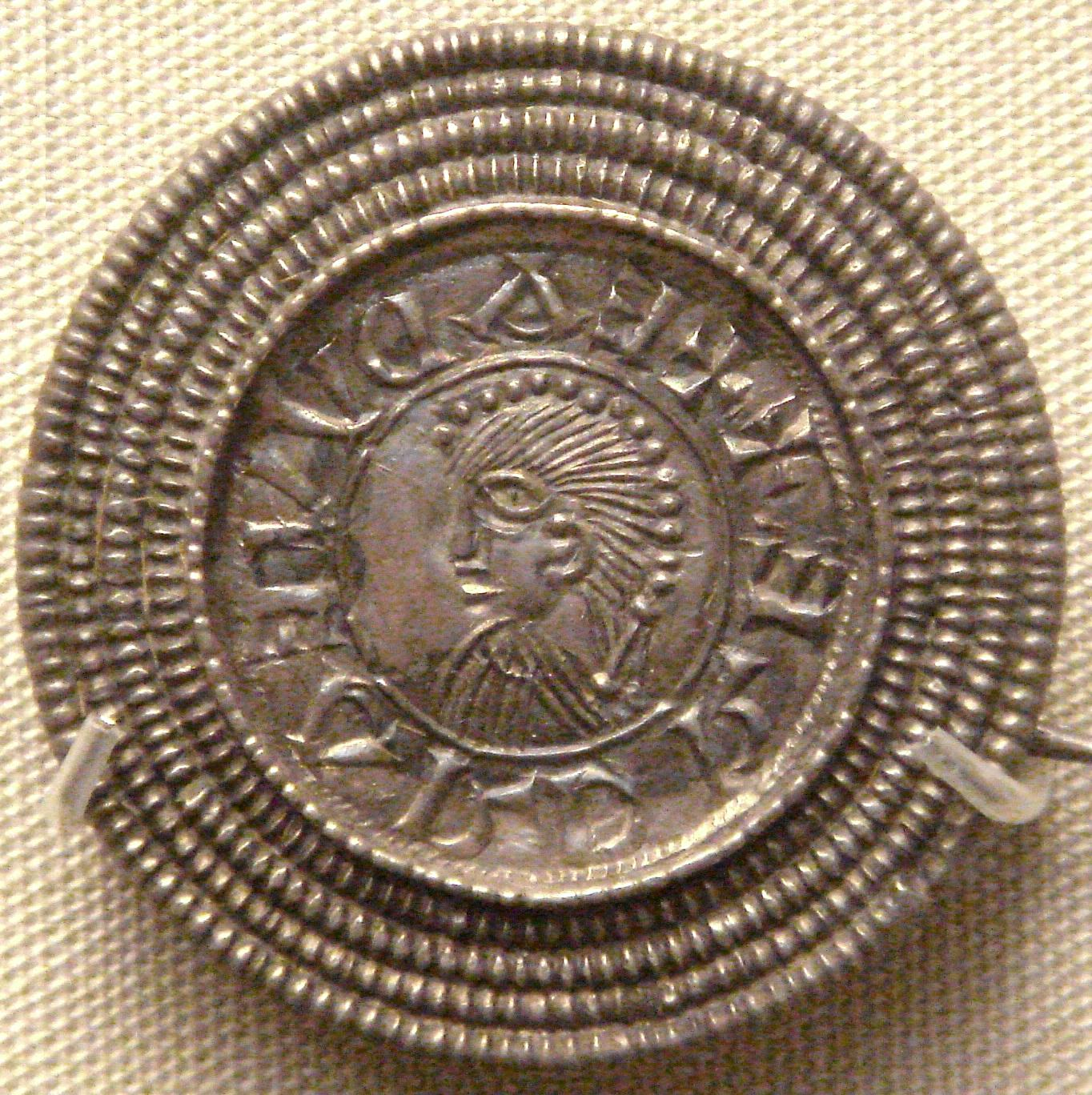
ローマのヴィラ・ヴォルコンスキー（イタリアのイギリス大使公邸）で発掘された銀製の疑似コインブローチ。エドワード長兄王の頃の硬貨を模倣して作られており、恐らく同時代のものと考えられている。

886年、エドワード王はロンドンにて「アングロサクソン人の王」（Anglorum Saxonum rex）という新たな王号を創設した。デーン人に服従していない全てのアングロサクソン人を統治下に置いたからである。この王号は2つを除くエドワード王が発布したすべての勅許に記されている。ケインズの見立てによれば、「ウェセックスとマーシアの両地域を包する完全に新しく革新的な政体」であったといい、この王号はカンタベリー大司教プレグムンドを始めとするウェセックス王宮のマーシア人たちの支援の下でエドワードが継承したとされる。903年には、エドワード王はマーシア領内の土地に対する複数の勅許状を発布したが、そのうち3つの勅許状にはマーシア貴族や彼らの娘であるエルフィンの名前が記されており、また「エゼルレッドやエゼルフリードはエドワード王の名の下で、彼らマーシア貴族を支配している」と記述されている。また他にも、エドワード王の権威の下で発布されたのかどうか示されていない勅許状がマーシア貴族の名の下で発布されている。しかし、マーシア貴族は独自貨幣の鋳造兼は有していなかった。歴史家マーティン・ライアンはこのエドワード王の視点に賛同している。ライアンはまた、エゼルレッドやエゼルフリーダはエドワード王に対する従属下ではあるものの、マーシア領におけるかなりの裁量権を有していたと主張している。
しかしライアンの意見に反対する歴史家もいる。ポーリン・スタッフォードはエゼルフリーダを 最後のマーシア女王 と表現しており、 一方 チャールズ・インズリーは918年にエゼルフリーダが亡くなるまでの期間において、マーシアは独立した体制を保持し続けたのではないかという考えを示している。Michael Davidsonは903年の勅許状と901年に発布された勅許状の一枚を比較して、神の恩恵の下でマーシア領主たちはマーシアを領有し、統治し、そして防衛していた、と述べている。デイビッドソンは、「マーシアの従属を示す証拠は完璧なほどに賛否両論を呼んでいる。根本的には、アングロサクソンの王国というイデオロギーはマーシアを完璧に従属させるほど成功的なものではなく、それどころか、不透明な政治的クーデターとしてすら見るべきであったかもしれない」と述べている。アングロサクソン年代記は890年代後半から西サクソン宮廷で編纂が開始され、9世紀後半から10世紀初頭にかけての記述は西サクソン人視点を反映させた形での内容になっていると歴史家たちは認識している。デイビッドソンは「アルフレッド王やエドワード王は優れたスピンドクターを有していた」と述べている。数ある年代記の版のなかには、 マーシアについての記録 が記されている版もあり、それにはマーシア視点から見た出来事の記述やエゼルフリーダによる対ヴァイキング遠征についての詳細についてが記されている。 
9世紀後半から10世紀初頭ごろ、西サクソン王族との婚姻関係は名誉あることであると周辺諸侯から認識されており、890年代中ごろにはアルフレッド王がフランドル伯ボードゥアン2世の娘と結婚し、919年にはエドワード王が西フランク王シャルル3世に自身の娘エドギフ・オブ・ウェセックスを嫁がせるなど、大陸諸侯との積極的な婚姻外交が繰り広げられた。また925年にエドワード王が崩御した後、彼のもう一人の娘エドギタは神聖ローマ皇帝オットー1世に嫁いだという。

## 南部デーンロウの征服
ホルムの戦い以降数年にわたり、デーン人とエドワード王との間での戦闘の記録は残されていない。しかし906年にエドワードはイーストアングリア・ノーサンブリア両地域のデーン人たちとの間で講和条約を締結していることから、両者の間に何らかの紛争が生じていた可能性が示唆されている。アングロサクソン年代記のある版によれば、「必要に迫られて」デーン人たちと講和せざるを得なかったとされる。エドワード王は何らかの原因で、お金で平和を買う必要に迫られていたのであろう。エドワード王はアングロサクソン人たちに対して、積極的にデーンロウ内の土地を買収するよう促し、ベッドフォードシャー・ダービーシャーの両地域の土地の購入に関する2つの勅許状が現存している。909年には、エドワード王は王国北部にウェセックス人・マーシア人から構成される連合軍を派遣しノーサンブリア・ヴァイキングに対して間断なく攻撃を仕掛け、リンカンシャーのバードネー修道院（en:Bardney Abbey）に眠るノーサンブリアの聖人オズワルドの遺骨を回収させた。オズワルドの遺骨はエゼルレッド・エスたむフォードゼルフリーダによってグロスターに建立された新設のマーシア修道院に埋葬され、デーン人はエドワード王に有利な形での講和条約の承認を余儀なくされた。翌年、ノーサンブリア・ヴァイキングは前年の屈辱的な講和条約締結に対する仕返しとして、マーシア地方を襲撃した。しかし、襲撃から帰還する最中にヴァイキングはウェセックス・マーシア連合軍と遭遇した。その後彼らはテッテンホールで激突したが、結果はヴァイキング側の大敗で終わった。ノーサンブリア・ヴァイキングはその後からエドワード王の治世中、ハンバー川以南への侵略・襲撃を控えるようになった。そしてエドワード王は、マーシア貴族らと共に南部デーンロウや、マーシア東部に割拠するヴァイキングの支配下に置かれている五市地方(ダービー・レスター・リンカン・ノッティンガム・スタンフォード)への征服遠征に集中することが可能となった）。
911年、マーシア領主エゼルレッドが亡くなりエドワード王はロンドン・オックスフォード周辺のマーシア領を支配下に置いた。マーシア領はエゼルレッドの未亡人エゼルフリーダが継承した。エゼルフリーダは晩年に体調を崩していたエゼルレッド卿に代わって統治に関与していた可能性もある。
エドワード王はエセルフリーダは自領並びに占領地の防衛・保持のために要塞を要所要所に建造した。そして911年11月、エドワード王はベッドフォード・ケンブリッジのヴァイキングからの攻撃に対する防衛のため、リー川北岸の街ハートフォードに砦を建てた。そして912年にはエセックス地域マルドン（Maldon）に軍を進め、ウィザム（en:Witham）並びにハートフォードに2つ目の砦を建て、ロンドンに対するヴァイキングの攻撃から守り、並びにデーン人の支配下にあるイングランド人に対しイングランド王に対する忠誠を誓わせるために用いた。913年、エドワード王の行動について詳しい内容が残っておらず空白期間となっているが、エゼルフリーダは続けてマーシア領内に砦を建造し続けた。914年、ブルターニュ地域からはるばる海を渡ってきたヴァイキング船団がセヴァーン川河口で略奪を働き、その後続けてウェールズ南西部アージング（en:Ergyng）地方（現在のヘレフォードシャー地域のen:Archenfield）を攻撃し、アージング司教カヴェイリオグ（en:Cyfeilliog）を人質に取るという事件が起きた。エドワード王は400ポンドもの銀をヴァイキング船団に支払い司教を解放した。こののち、この船団はヘレフォードシャー並びにグロスターシャーの兵に撃破され、イングランド側が獲得した人質と引き換えに休戦条約を締結した。しかしエドワード王は川の南岸に兵力を駐屯させデーン人が条約を破棄した場合に備え、王の予想通り彼らが条約を破棄したことで2度戦闘が勃発した。結果的には2度ともイングランドの勝利で終わった。その年の夏、そのヴァイキング船団はアイルランドへと渡っていった。この出来事は、ウェールズ北部のマーケットタウン：バッキンガムではマーシア王国が勢力を広げていたのに対して、ウェールズ南東地域がこの頃にはウェセックスの支配下にあったことを示している。914年、エドワード王はバッキンガムに2つの砦を建て、ベッドフォードを治めるデーン人ソルケティル伯がエドワード王に臣従を誓った。その翌年、王はベッドフォードを占領し、グレートウーズ川南岸に別の砦を建設して北岸に建つヴァイキングの砦に対するけん制とした。916年、王はエセックスに戻りマルドンに砦を建てウィザムの防衛を強化した。またソルケティル伯がイングランドを離れる際に彼らの艦隊に支援を施し、イングランド中部地方に住むヴァイキングの数を減らした。
917年は続く戦役の中で激動の年となった。4月にはノーサンプトンシャー地域のタウスター（en:Towcester）に砦を建てノーサンプトンのヴァイキング一派に対する備えとし、ウィギンガミア（Wigingamere）という名の地域（場所は不明）にも砦を建てた。ヴァイキングの軍団はタウスター、ベッドフォード、並びにウィギンガミアと立て続けに攻撃を仕掛けたが失敗に終わり、対するエゼルフリーダはダービーを占領したが、これはヴァイキングが補給をその時々に行っているのに対してイングランドは数ある砦を経由して統一的に補給を続けていることが戦役を有利に進めることができた理由であるとされる。デーン人はベッドフォードシャー地域のテンプスフォード（en:Tempsford）に砦を建てて対抗したが、同年夏の終わりごろにイングランド軍が攻め込み陥落させ、最後のデーン人イーストアングリア王を殺害した。またイングランド軍はコルチェスターをも制圧したが、この地には手厚い守りを施さなかった。デーン人は報復としてマルドンに大軍を派遣して攻め落とそうとしたが、守備兵は援軍の到着まで良く守り抜き、また撤退するデーン人に追撃を仕掛けて大いに破った。エドワード王はタウスターに引き返し石の城壁を建築することで街の防衛を強化し、ノーサンプトンのヴァイキングの臣従を受け入れた。ケンブリッジ並びにイーストアングリアのヴァイキングも臣従したが、同年の暮れまで五市地方の内に4つの都市（レスター、スタンフォード、ノッティンガム、リンカーン）のヴァイキングのみがエドワード王に対して反抗を続けた。
918年初期、エゼルフリーダはレスターのヴァイキングを戦闘なしに従わせた、そしてヨークを治めるヴァイキングからは同盟の締結案を打診された。おそらくアイルランドからノーサンブリアにかつて攻め込んでいたノース人に対する同盟だったのであろう。しかし7月12日、同盟締結案の打診を受ける前にエゼルフリーダは亡くなった。同様の打診はエドワード王に対してなされていなかったとされるが、919年にヨークはノース人によって攻め落とされた。西サクソン人版のアングロ・サクソン年代記によると、エゼルフリーダの死後のマーシアはウェセックス王に臣従したとされるが、マーシア人版によれば、918年12月にエゼルフリーダの娘エルフウィンがマーシアにおけるすべての権利をはく奪されウェセックスに召喚されたとされている。マーシアはエドワード王の抑圧を受けつつ半独立的な体制を作り出そうとした可能性も考えられているが、結果エドワード王の完全なる支配下に置かれることとなった。スタンフォードはエゼルレッドの生前に降伏し、ノッティンガムもその後まもなく降伏した。アングロサクソン年代記によれば、918年に「マーシアに住むイングランド人・デーン人の双方ともがエドワード王に臣従した。」とされる。これはつまりハンバー川以南の地域がすべてエドワード王の支配に収まったということを意味するが、920年代にヴァイキングスタイルのコインがリンカーンで鋳造されていた可能性も指摘されており、リンカーンがその例外であったのかどうか実際どうだったかはっきりしていない。デーン人伯爵の中には自領の継続統治が認められた者もいたが、エドワード王は獲得した領土を家臣に分け与え、また自領に加えた。コインの鋳造記録より、エドワード王の王権はイーストアングリアでのものより東ミッドランズでのものの方が強力であったという。また、エゼルフリーダの生前、マーシアに臣従していたウェールズの3王：ハウェル善王、 クライドッグ王、イドワル・フォイル王もまたエドワード王に従った。

## 鋳造

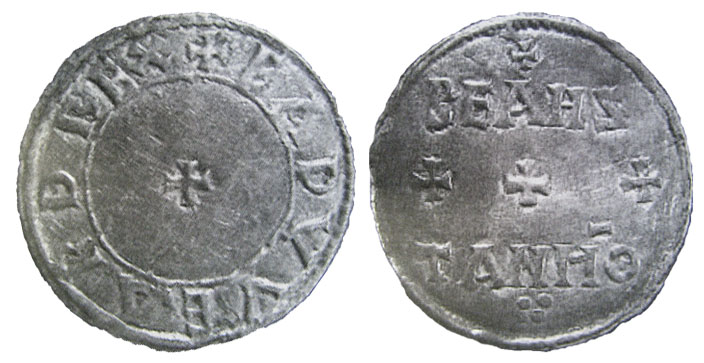
エドワード長兄王治世で鋳造された銀硬貨

後期アングロサクソン時代において、イングランドで広く用いられていた硬貨は主にペニー硬貨であり、中には国王の肖像が刻印されているものもあったという。エドワード王治世において鋳造されたペニー硬貨には、表面に "EADVVEARD REX" 、裏面には硬貨鋳造者の名前が刻印されていた。エドワード王の治世では貨幣発行地が示されていなかったものの、息子のアゼルスタン王の治世下において貨幣鋳造者の所在地が示されていたため、その所在地が現在では判明している。それによれば、バース・カンタベリー・チェスター・チチェスター・ダービー・エクセター・ヘレフォード・ロンドン・オックスフォード・シャフツベリー・シュールズベリー・サウサンプトン・スタッフォード・ウォリンフォード（Wallingford）・ウェアハム（Wareham）・ウィンチェスターの都市や、おそらくその他の諸都市で鋳造されていたという。エゼルレッドやエゼルフリーダといった名前が記された貨幣は発見されていないが、910年にマーシアで鋳造された硬貨は、裏面に通常とは異なる装飾が施されていたという。このタイプの硬貨の鋳造は920年以前に消滅したが、これはおそらく、エゼルレッドかエゼルフリーダがイングランド王から独立した鋳造権を有していることを示すための行為ではないかと考えられている。また、硬貨の中にはカンタベリー大司教プレグムンドの名が刻まれたものも少数ながら存在する。エドワード王治世化において、硬貨鋳造者の数は激増したという。治世の初期10年の頃にはまだ南方地域に25人しかしなかった鋳造者は、治世の最後10年で67人にまで増加し、マーシア地方では5人から23人に増え、また征服後のデーンロウ地域には27人の鋳造者が存在していたという。

## 教会政策
908年、カンタベリー大司教プレグムンドは国王並びに庶民から集められた施し物を教皇へ届けるべくローマへ巡礼に向かった。カンタベリー大司教が直々にローマに向かうのは実に100年ぶりの事であった。この訪問はウェセックスにおける教区再編計画の承認を教皇にいただくための訪問であった可能性がある。エドワードが王位に就いたころのウェセックスには2つの司教区があった。ひとつはデネウルフ司教がつかさどるウィンチェスター司教区、もう一つはアッサー司教のシェアボーン司教区である。908年、デネウルフ司教が亡くなったのちはフリスタンがウィンチェスター司教座を継承したが、その後まもなくウィンチェスター司教座は2つに分割された。ウィルトシャー地域並びにバークシャー地域はランズベリー司教座が管轄し、ハンプシャー並びにサリー地域はウィンチェスター司教座が継承した。この教区分割に関する勅許状は909年のものにまでさかのぼれるが、勅許状発布の時期が正しいかどうか明らかではない。アッサー司教は同年に亡くなりシェアボーン司教区も分割された。この司教区は909年から918年の間に3つの区域に分割された。一つ目はデヴォン、コーンウォール地域を担当したクレディトン司教区、2つ目はサマセット地域を担当したウェルズ司教区、そして3つ目はシェアボーン並びにドーセットを担当したシェアボーン司教区である。この分割案はカンタベリー大司教区の立場をシェアボーン司教区・ウィンチェスター司教区と同格にするためであったが、この分割はウェセックスにおける司教の世俗的役割の変化、つまり地方でではなく政治の中枢での王権代理人としての役割を担うようになったのに加えて王室での裁判や防衛任務といった役割を担うようになったという変化に関係しているかもしれない。
エドワード王の治世初期、彼の母親エアルスウィスは聖マリアを祭る聖マリア修道院を修道女のために建立した。エドワード王の娘エアドブルフ・オブ・ウィンチェスターはその修道院に入り尼となった。エアドブルフはその後列聖され、12世紀にはウエストミンスター寺院の副修道院長オスベルト・オブ・クレアによって聖人伝の研究対象とされた。901年、エドワードは男子向けの主な宗教施設の建立事業を開始した。おそらく父王アルフレッドの遺志であったのであろう。ウィンチェスター大聖堂の横には従来よりオールド・ミンスター大聖堂が存在していたが、エドワードは新たにニュー・ミンスター修道院を建立した。これはオールドミニスターに比べて大きく、王室の霊廟としての役割を担ったのかもしれない。この修道院には901年にポンテューからイングランドに移送されたとされる聖ヨドクス（7世紀のブレトン人の聖人）の聖遺物が付与され、また同年に亡くなったアルフレッド大王に側仕えした修道僧グリムヴァルドが埋葬され、その後まもなく列聖された。902年にはエアルスウィスが亡くなり、母をニューミンスターで弔ったのちに父王の遺体もオールドミニスターから移してニューミンスターに埋葬しなおした。920年代は多くの人物がニューミンスターに埋葬され、エドワード王の兄弟エゼルワードや彼の息子エルフウァルド・オブ・ウェセックスや、更には自身がこの地に埋葬された。しかし924年にエドワード王の息子アゼルスタンが王位を継承すると、ニューミンスター寺院は王の庇護を受けることはなくなった。これはエドワード王亡きあと、アゼルスタンの継承に際してウィンチェスターが彼の即位に反対する立場をとったことが原因であると考えられている。以上の他にニューミンスターに埋葬された王は959年に埋葬されたエドウィ王ただ一人である。
エドワード王が下した「オールドミンスターを拡張せずに、新たにその規模を凌駕する大規模な修道院を建てる」という決定は、ウィンチェスター司教デネウルフに対する敵意のあらわれであったと考えられている。これに加えて、王はオールドミンスター大聖堂に対してニューミンスター用の新たな用地と、ニューミンスター修道院の運営費を賄うためのベディントン地域における70ハイドの地所の提供を命じた。この政策によって、エドワード王はニューミンスター修道院では後援者・恩人と記憶されているのに対しオールドミンスターでは貪欲な王（rex avidus）と記憶されている。エドワード王は彼の祖先のような「ウェセックス王家」の霊廟ではなく「アングロ人・サクソン人の王」としての霊廟とするにはオールドミンスター大聖堂では不十分であるとして、他の教会を建立を続けた。現在の歴史家アラン・サッカーは以下のように言及している。
エドワード王のニューミンスター修道院に対する寄進方法は彼の一般的な教会政策とほぼ一致していた。彼は父王と同様、教会にほとんど寄進を行わなかった。実際、彼の治世で発布された勅許状の数の少なさから考えても、彼はほとんど何も施さなかったようである。...そして何よりも、エドワード王の敷いた王政は、世俗的並びに教会的な資源は全て自身のために活用しようと決断することで、新しい現実的なウェセックスの君主像を体現しているようであった。
20世紀の歴史家パトリック・ウォーマルド（en:Patrick Wormald）によれば、アルフレッド大王しかりエドワード王しかり、彼らはウィンチェスター大聖堂ではあまり敬愛されていなかったのではないかという考えが思い浮かぶ。そしてエドワード王が父王の遺体を隣の王室霊廟に移した理由の一つは、そこではより誠実な祈りがささげられると確信していたからであろう。

## 学びと文化
9世紀には、特にウェセックスでアングロ・サクソンの学問水準が著しく低下したが、プレグムンドのようなマーシアの聖職者たちがアルフレッド大王によって始められた学問の復興製作において重要な役割を果たし、マーシア人はアルフレッド王やエドワード王の宮廷で重要な存在であるとともに、マーシア方言と学問はウェスト・サクソンの尊敬を集めた。 アルフレッドの学問復興政策が彼の息子の治世中にどの程度続けられたかは明らかではない。アルフレッド王の治世中にラテン語から翻訳された英語の作品は引き続き写本されていたが、その原本についてはほとんど知られていない。アングロ・サクソン・スクエア・小文字体と呼ばれる書体は930年代に成熟し、その初期段階はエドワードの治世にさかのぼる。主要な学問および筆写の中心は、カンタベリー、ウィンチェスター、ウスター大聖堂の中心地であり、修道院はアゼルスタン王の治世まで重要な貢献をしていなかった。また、エドワードの治世中の写本制作の痕跡はほとんど残っていない。
現存する大規模なアングロサクソン時代の刺繍はエドワード王の治世に製作されたものである。これらの刺繍は、9世紀ごろのダラム大聖堂に安置されていた聖人カスバートの遺体とともに埋葬されていたストラや腕帛といった祭服であった。これらの刺繍は934年にアゼルスタン王によって教会に寄進された。刺繍に残された銘文によれば、刺繍はエドワード王の2人目の妻エルフリードの委託を受けてウィンチェスター司教フリテスタンへ贈り物として贈られたとされるが、おそらく委託通りにウィンチェスターへ送られることはなかった。アゼルスタン王とウィンチェスター大司教との関係が良くなかったためである。

## 法と統治
901年、サウサンプトンでエドワード王・王弟並びに王子・王室直属の従士団並びにほぼすべての司教が一堂に会した会議が開催された。（諸侯は誰一人参加しなかった。）この会議において、エドワード王はウィンチェスター大司教にニューミンスター修道院用の用地の提供を強制したという。910年から王の死に至るまでの期間の王室勅許状の発布記録が現存していないことは歴史家たちの悩みの種であった。勅許状は主に王が土地を下賜する際に発布されるものであるが、それが現存していないということは、エドワード王がヴァイキングとの戦争に備えて手に入った土地や財産を下賜せずに手元に残していた可能性も考えられている。また、勅許状は通常保存されるものではなく、教会にわたった財産に関するものでなければ保存されることがまれな文書でもあるため、「一度は下賜するものの、最終的には王室の男性貴族に帰順するような契約でのみ土地や財産を下賜した」という可能性も考えられている。
エドワード王時代の法典（『I Edward』）の第3条によれば、偽証罪で有罪と看做された者は誓いによって潔白を証明することはできず、神明裁判を通さねば無実を示すことはできなかった。これはイングランドにおける神明裁判の歴史の始まりでもある。これは7-8世紀のウェセックス王イネの時代の法典でも言及されていた可能性があるが、それ以降の法典、例えばアルフレッド大王の法典などには記載されていない内容であった。エドワード王治世における行政制度ならびに法制度の多くは書面記録に依拠していた可能性が考えられているが、その記録のほぼ全ては現存していない。また、エドワード王は歴代のアングロサクソン人諸王の中でも勅許保有地（Bookland）に関する法律を発布した数少ない国王であった。この時期、イングランドでは勅許保有地と慣習保有地の混乱が多発しており、エドワード王はこの2種類の形態間での紛争の迅速な解決を促し、彼の立法によりその支配権が国王とその家臣に属することを明確化することができたのである。

## 後世
アングロ・サクソン年代記によれば、920年にエドワード長兄王はブリテン島の多くの諸侯からの臣従を受け入れたという。
そして、（エドワード王）はその地からピーク地方のベイクウェルに向かい、その近隣地域に砦（ブルフ）を建造し兵員を駐屯させるよう命じた。そしてスコット人の王並びにすべてのスコット人、ヴァイキングのヨーク王ラグナル（Rægnald）、バンバラ領主エドウルフ（ヴァイキングの侵攻を耐え抜いたノーサンブリアのアングロ・サクソン人領主）、ノーサンブリアに住む全てのエングランド人並びにデーン人、ノース人とその他の人々、ストラクスライド王と全てのストラクスライド・ウェールズ人がエドワードを国父、そして上級君主として認めた。
この文章は20世紀後半ごろまで多くの歴史家たちによって率直な報告を記したものであると見なされていたが、フランク・ステントン（en:Frank Stenton）はここに名前を挙げられた君主や領主はエドワードを上級君主として認めることでそれぞれ明確な利益を得ることができていたのであろうと考察している。しかしこの見方は1980年代を境に懐疑的にみられるようになった。特にこの年代記の記述以外に服従を裏付ける証拠が存在しておらず、927年のアゼルスタン王に対する服従（ほかの文学的文献や当時の硬貨から裏付けがとられている。）のようなほかの例とは対照的なものとして見なされるようになったのである。アルフレッド・P・スミス（Alfred Smyth）はエドワード王は彼が征服したヴァイキングの統治者に対して課した条件と同様の条件をスコット人やノーサンブリア人に対して課すことができる立場になかったことを指摘し、年代記は国王同士の条約をウェセックス王国への臣従として記しているのではないかと主張している。スタッフォードはベイクウェルという会合場所がマーシア領・ノーサンブリア領の境に位置していることに注目し、国境で会合を開催することで中立的な意味合いを持たせどちらかに服従したと見なされないようにすることが当時の慣例だったのではないかとしている。デイヴィッドソンは国父並びに領主として選ばれたという文言はエドワード王に征服された軍勢や要衝の人々によって選ばれたのであって、他の国王らに君主として選ばれたというわけではないのではないかと指摘している。彼の見方によれば、
この会談が服従を意味するという考えは、可能性としては排除はできないものの、その可能性は低いように見える。年代記に記された記述の文脈からしてその解釈は疑わしく、最終的にはエドワード王はブリテン島のそのほかの君主に対して服従を強制したり、条件を課したりできる立場になかった。
エドワード王はエゼルフリーダの要塞建造政策を引き継ぎ、919年には領国北西部：セルウォール（en:Thelwall）・マンチェスターに、921年には北ウェールズ地方：クルーイド川（en:River Clwyd）河口域のCledematha (現在のルドラン（en:Rhuddlan）に砦を建築した。
エドワード王は亡くなる1年前にウェールズ・チェスターで発生した反乱を鎮圧したが、919年からこの反乱鎮圧までの期間におけるマーシアでの活動について全く記録が残されていない。マーシアとデーンロウ東部地域は10世紀中に歴史的教会を無視する形で複数のシャイアに分割されたといい、Sean MillerやDavid Griffithsといった歴史家たちはこの頃よりエドワード王がマーシア地方の直接統治体制の施行を推進したと主張し、このような変革への不満や遠く離れたウェセックスからの直接統治、そしてエドワード王の役人たちによる財政的要求などが反乱を引き起こした可能性が高い。エドワード王は反乱鎮圧後すぐの924年7月17日、チェスターから12マイル南に位置するファードンの王領で亡くなり、ウィンチェスターのニューミンスター修道院に埋葬された。1109年、ニューミンスター修道院はウィンチェスター市街の城壁の外側に移設されハイド修道院となり、翌年エドワード王と彼の両親の遺体はハイド修道院に再埋葬された。

## 名声
マームズベリのウィリアムによれば、エドワード王は『学問面では父王に比べて大いに劣っていた』が、『統治力は比較にならないほど栄光に満ちていた』という。他の中世年代記にも似たような記述が残されており、彼は一般的には学問面では劣っていたが軍事的成功においては優れた王であったと見なされている。ジョン・オブ・ウスターはエドワード王を『無敵の王エドワード』と自身の文献に記している。しかしエドワードは父王アルフレッドのエディントンの戦いや息子アゼルスタンのブルナンブールの戦いのような大きな転機となるような勝ち戦を経験しておらず、エドワード王の功績は父子の戦での活躍の陰に隠れてしまい、軍師的指導者としても数ある成功した国王の1人に過ぎなかった。マームズベリのウィリアムはエドワード王を称賛しつつも、『私の判断によれば、エドワードの再興の栄誉は父王の活躍の賜物である。』と述べている。また、エドワードの姉エゼルフリーダは年代記編者の間で非常に高い評価を受けていたため、それによっても影が薄まった。
エドワード王の活躍が軽視されている主な原因として、彼の治世に関する1次資料がほとんど残されておらず、一方アルフレッド大王に関する資料が多数残されているからでるとされている。エドワード王は20世紀末まで多くの歴史家に無視され続けていたが、現在は非常に高く評価されている。ケインズはエドワード王を『アルフレッド王とアゼルスタン王の間の、好戦的な存在以上の人物』と評しており、ニック・ハイアムによれば、『エドワード長兄王はおそらくイングランド君主の中で最も無視された王であろう。彼は拡大を続ける王国を25年間統治し続け、南部中心の唯一のアングロ・サクソン人の王国を築き上げるために間違いなく他のどの君主よりも王国に貢献した国王であると言えるが、死後その功績はほぼ忘れ去られてしまった。』という。1999年には彼の治世についての学術会議がマンチェスター大学で開催され、この際に発表された論文は2001年に書籍として出版された。この会議以前は父王アルフレッドについては多くの伝記や他の研究が行われていたものの、エドワード王の治世に関する単行本は出版されていないという状況であった。
ハイアムはエドワード王の功績について以下のようにまとめている。
エドワードのリーダーシップの下で、彼以外の権力は著しく弱体化した。マーシアの独立した宮廷は解散に追い込まれ、デーン人領主たちは大部分が従属するか、または追放された。ウェールズの諸侯らは国境での略奪活動を大幅に抑制され、ウェセックスの司教区すら分割された。後期アングロ・サクソン時代におけるイングランドは州制度や州長官制度、地方裁判制度や王室課税制度といった数々の統治機構の下で当時のヨーロッパで最も中央集権化されていた国家であるとしばしば言及される。これらはまだ議論の余地はあるものの、もしこれらが事実であれば、彼は中世イングランドの基盤を築き上げた立役者の一人として見なされてもおかしくないだろう。
エドワード王の渾名：『長兄王』は修道士前唱者ウルフスタンが10世紀末に記した書物『聖エゼルウォルドの生涯』で初めて記された渾名であり、これはのちのイングランド王エドワード殉教王と区別するために付された渾名である。

## 家族 (王妃と子女)
エドワードは生涯で3度の結婚を経て14人ほどの子供をもうけた。
エドワード王は1人目の王妃エクグウィンと893年ごろの結婚し、以下の子供たちをもうけた。
- アゼルスタン：初代イングランド王（在位924年ー939年）[18]
- 娘（おそらくエディスという名であった。）：926年にヴァイキングのヨーク王シトリック・ケアク（英語版）と結婚。シトリック王は927年に死去。聖人エディス・オブ・ポールスワース（英語版）と同一人物の可能性も[78][注釈 5]。

エドワードは900年ごろに2人目に王妃エルフラド（おそらくウィルトシャーの太守であった貴族エセルヘルムの娘）と結婚し、以下の子供をもうけた。
- エルフワード・オブ・ウェセックス（英語版）：エドワード王の死後1か月の924年8月に亡くなった。この1か月間だけウェセックス王であったとする説もあり[83]。
- エドウィ（英語版）：933年に海で溺死[84]。
- エセルヒルド：ウィルトン大修道院（英語版）の助修女（英語版）[85]
- エドギフ・オブ・ウェセックス（951年またはそれ以降に死去）：918年ごろに西フランク王シャルル単純王と結婚[86]。
- エアドフラド：ウィルトシャー大修道院の修道女に[85]。
- エアドヒルド（英語版）：926年にフランク公（英語版）ユーグと結婚[87]。
- エドギタ（946年死去）：929年/930年にドイツ人貴族オットーと結婚。オットーはのちに東フランク王に就任し、エアドギスの死後、神聖ローマ皇帝オットー大帝となる[88]。
- エルフギフ又はエドギヴァ：アルプス近辺の貴族と結婚。おそらくブルグント王ルドルフ2世の弟ルートヴィヒとされる[89]。

エドワードは919年頃に3人目の王妃エアドギフ（ケント太守シゲヘルムの娘）と結婚し、以下の子供をもうけた。
- エドマンド1世：第2代イングランド王（在位939年—946年[76]）
- エドレッド：第3代イングランド王（在位946年—955年[76]）
- エアドブルフ（英語版）（952年ごろ死去）：ヌナミンスター寺院（英語版）のベネディクト会修道女で、のちに列聖された[91]。
- エアドギフ：存在したか不明。エルフギフと同一人物の可能性あり[92]。

## 系譜
| \| \| \| \| \| \| \| \| \| \| \| 8. エグバート \| \| \| \| \| \| \| \| \| \| \| \| \| \| \| \| \| \| \| \| \| \| \| \| \| \| \| \| \| \| \| \| \| \| \| \| \| \| \| \| \| \| \| \| \| \| \| \| \| \| \| 4. エゼルウルフ \| \| \| \| \| \| \| \| \| \| \| \| \| \| \| \| \| \| \| \| \| \| \| \| \| \| \| \| \| \| \| \| \| \| \| \| \| \| \| \| \| \| \| \| \| \| \| \| \| \| \| \| \| \| \| \| \| \| \| \| \| \| \| \| \| \| \| \| \| \| \| \| \| \| \| \| \| \| \| \| \| \| \| \| \| \| \| \| \| \| \| \| \| \| \| \| \| \| \| \| \| \| \| \| \| \| \| \| \| \| \| \| \| \| \| \| \| \| \| \| 2. アルフレッド大王 \| \| \| \| \| \| \| \| \| \| \| \| \| \| \| \| \| \| \| \| \| \| \| \| \| \| \| \| \| \| \| \| \| \| \| \| \| \| \| \| \| \| \| \| \| \| \| \| \| \| \| \| \| \| \| \| \| \| \| \| 10. オズラック \| \| \| \| \| \| \| \| \| \| \| \| \| \| \| \| \| \| \| \| \| \| \| \| \| \| \| \| \| \| \| \| \| \| \| \| \| \| \| \| \| \| \| \| \| \| \| \| \| \| \| \| \| \| \| \| \| \| \| \| 5. オズブルガ（英語版） \| \| \| \| \| \| \| \| \| \| \| \| \| \| \| \| \| \| \| \| \| \| \| \| \| \| \| \| \| \| \| \| \| \| \| \| \| \| \| \| \| \| \| \| \| \| \| \| \| \| \| \| \| \| \| \| \| \| \| \| \| \| \| \| \| \| \| \| \| \| \| \| \| \| \| \| \| \| \| \| \| \| \| \| \| \| \| \| \| \| \| \| \| \| \| \| \| \| \| \| \| \| \| \| \| \| \| \| \| \| \| \| \| \| \| \| \| \| \| \| 1. エドワード長兄王 \| \| \| \| \| \| \| \| \| \| \| \| \| \| \| \| \| \| \| \| \| \| \| \| \| \| \| \| \| \| \| \| \| \| \| \| \| \| \| \| \| \| \| \| \| \| \| \| \| \| \| \| \| \| \| \| \| \| \| \| \| \| \| \| \| \| \| \| \| \| \| \| \| \| \| \| \| \| \| \| \| \| \| \| \| \| \| \| \| \| \| \| \| \| \| \| \| \| \| \| \| \| \| \| \| \| \| \| \| \| \| \| \| \| \| \| \| \| \| \| 6. エゼルレッド・ムーセル（英語版） \| \| \| \| \| \| \| \| \| \| \| \| \| \| \| \| \| \| \| \| \| \| \| \| \| \| \| \| \| \| \| \| \| \| \| \| \| \| \| \| \| \| \| \| \| \| \| \| \| \| \| \| \| \| \| \| \| \| \| \| \| \| \| \| \| \| \| \| \| \| \| \| \| \| \| \| \| \| \| \| \| \| \| \| \| \| \| \| \| \| \| \| \| \| \| \| \| \| \| \| \| \| \| \| \| \| \| \| \| \| \| \| \| \| \| \| \| \| \| \| 3. エアルスウィス（英語版） \| \| \| \| \| \| \| \| \| \| \| \| \| \| \| \| \| \| \| \| \| \| \| \| \| \| \| \| \| \| \| \| \| \| \| \| \| \| \| \| \| \| \| \| \| \| \| \| \| \| \| \| \| \| \| \| \| \| \| \| \| \| \| \| \| \| \| \| \| \| \| \| \| \| \| \| \| \| \| \| \| \| \| \| \| \| \| \| \| \| \| \| \| \| \| \| \| \| \| \| \| \| \| \| \| \| \| \| \| \| \| \| \| \| \| \| \| \| \| \| 7. エドブルフ \| \| \| \| \| \| \| \| \| \| \| \| \| \| \| \| \| \| \| \| \| \| \| \| \| \| \| \| \| \| \| \| \| \| \| \| \| \| \| \| \| \| \| |                           |  |  |  |  |  |  |  |  |               |  |  |  |
| |                           |  |  |  |  |  |  |  |  | 8. エグバート |  |  |  |
| |                           |  |  |  |  |  |  |  |  |               |  |  |  |
| |                           |  |  |  |  |  |  |  |  |               |  |  |  |
| |                           |  |  |  |  |  |  |  |  |               |  |  |  |
| | 4. エゼルウルフ           |  |  |  |  |  |  |  |  |               |  |  |  |
| |                           |  |  |  |  |  |  |  |  |               |  |  |  |
| |                           |  |  |  |  |  |  |  |  |               |  |  |  |
| |                           |  |  |  |  |  |  |  |  |               |  |  |  |
| |                           |  |  |  |  |  |  |  |  |               |  |  |  |
| |                           |  |  |  |  |  |  |  |  |               |  |  |  |
| |                           |  |  |  |  |  |  |  |  |               |  |  |  |
| |                           |  |  |  |  |  |  |  |  |               |  |  |  |
| | 2. アルフレッド大王       |  |  |  |  |  |  |  |  |               |  |  |  |
| |                           |  |  |  |  |  |  |  |  |               |  |  |  |
| |                           |  |  |  |  |  |  |  |  |               |  |  |  |
| |                           |  |  |  |  |  |  |  |  |               |  |  |  |
| | 10. オズラック            |  |  |  |  |  |  |  |  |               |  |  |  |
| |                           |  |  |  |  |  |  |  |  |               |  |  |  |
| |                           |  |  |  |  |  |  |  |  |               |  |  |  |
| |                           |  |  |  |  |  |  |  |  |               |  |  |  |
| | 5. オズブルガ             |  |  |  |  |  |  |  |  |               |  |  |  |
| |                           |  |  |  |  |  |  |  |  |               |  |  |  |
| |                           |  |  |  |  |  |  |  |  |               |  |  |  |
| |                           |  |  |  |  |  |  |  |  |               |  |  |  |
| |                           |  |  |  |  |  |  |  |  |               |  |  |  |
| |                           |  |  |  |  |  |  |  |  |               |  |  |  |
| |                           |  |  |  |  |  |  |  |  |               |  |  |  |
| |                           |  |  |  |  |  |  |  |  |               |  |  |  |
| | 1. エドワード長兄王       |  |  |  |  |  |  |  |  |               |  |  |  |
| |                           |  |  |  |  |  |  |  |  |               |  |  |  |
| |                           |  |  |  |  |  |  |  |  |               |  |  |  |
| |                           |  |  |  |  |  |  |  |  |               |  |  |  |
| |                           |  |  |  |  |  |  |  |  |               |  |  |  |
| |                           |  |  |  |  |  |  |  |  |               |  |  |  |
| |                           |  |  |  |  |  |  |  |  |               |  |  |  |
| |                           |  |  |  |  |  |  |  |  |               |  |  |  |
| | 6. エゼルレッド・ムーセル |  |  |  |  |  |  |  |  |               |  |  |  |
| |                           |  |  |  |  |  |  |  |  |               |  |  |  |
| |                           |  |  |  |  |  |  |  |  |               |  |  |  |
| |                           |  |  |  |  |  |  |  |  |               |  |  |  |
| |                           |  |  |  |  |  |  |  |  |               |  |  |  |
| |                           |  |  |  |  |  |  |  |  |               |  |  |  |
| |                           |  |  |  |  |  |  |  |  |               |  |  |  |
| |                           |  |  |  |  |  |  |  |  |               |  |  |  |
| | 3. エアルスウィス         |  |  |  |  |  |  |  |  |               |  |  |  |
| |                           |  |  |  |  |  |  |  |  |               |  |  |  |
| |                           |  |  |  |  |  |  |  |  |               |  |  |  |
| |                           |  |  |  |  |  |  |  |  |               |  |  |  |
| |                           |  |  |  |  |  |  |  |  |               |  |  |  |
| |                           |  |  |  |  |  |  |  |  |               |  |  |  |
| |                           |  |  |  |  |  |  |  |  |               |  |  |  |
| |                           |  |  |  |  |  |  |  |  |               |  |  |  |
| | 7. エドブルフ             |  |  |  |  |  |  |  |  |               |  |  |  |
| |                           |  |  |  |  |  |  |  |  |               |  |  |  |
| |                           |  |  |  |  |  |  |  |  |               |  |  |  |